# Brigitte De Man
Brigitte De Man (Roeselare, 3 april 1957) is een Vlaamse actrice. Ze raakte vooral bekend door haar rol als Annemarie Govaert in de VTM-soap Familie. In 2007 was ze te zien in Zone Stad.
Ze is de dochter van Jos De Man en stiefdochter van Leah Thys. Ze was getrouwd met Hans Royaards, met wie ze zonen Nick en Benjamin Royaards heeft.

## Televisie
- Witse - Irene Vermeersch (2008)
- Zone Stad - Vrouw korpschef (2007)
- Verschoten en zoon - Jeannine (2005)
- Familie - Annemarie Govaert (2003-2005)
- Sedes & Belli - Alida Van Lancker (2002)
- Big & Betsy - Juffrouw Punt (2002)
- Chris & Co - Rijles-examinator (2001)
- Spoed - Moeder van Anneke (2000)
- Pa heeft een lief - Frieda (2000)
- Flikken - Machteld De Raedt (1999)
- Windkracht 10 - Moeder van Tom (1998)
- FC De Kampioenen - An Mertens (1998)
- Hof van assisen - Advocate (1998)
- Sarah? Sarah - Moeder van Sarah (1989)
- Gejaagd door het weekend (1989)
- Transport - Verkoopster (1983)
- De man van twaalf miljoen - Magda (1982)
- Kapai-Kapai - Ijem (1981)
- Meisjes lopen school - Agnes (1979)

## (Kort)film
- Man zkt vrouw (2007) - Francine
- Karel is Karel (2000)
- Een vrouw tussen hond en wolf - Meisje in dancing (1979)
- Doctor Vlimmen - Mientje (1978)

## Theater
- Raamtheater

- Gemeinsame Normdatei: 1080164286
- International Standard Name Identifier: 0000 0004 5538 4697
- Virtual International Authority File: 23145066419066590084
- WorldCat: E39PBJqW3PfJwgrHYc3QtkmfMP